# Верена Зайлер
Верена Зайлер (нім. Verena Sailer, 16 жовтня 1985, Іллертісен, Німеччина) — німецька легкоатлетка, чемпіонка Європи та бронзова призерка чемпіонату світу з легкої атлетики.

## Біографія
На домашньому для Верени чемпіонаті світу, котрий відбувався в Берліні команда Німеччини з бігу в естафеті 4×100 метрів зуміла вибороти бронзові нагороди. Зайлер приймала естафету останньою і бігла вирішальний четвертий етап.
У 2010 році на європейському чемпіонаті в Барселоні Верена, встановивши своє особисте досягнення, зуміла випередити всіх суперниць у фінальному забігу на дистанції 100 метрів і стала чемпіонкою Європи. Однак в естафеті збірній команді Німеччини не пощастило позмагатися за нагороди: в першому кваліфікаційному забігу команда, лідируючи по дистанції після трьох етапів, припустилася похибки і не змогла фінішувати. Анне Мелінгер не зуміла передати естафетну паличку, впустивши її, Верені Зайлер, що мала бігти на останньому етапі.
| Дистанція | Дата          | Місто     | Час (сек.) | Вітер |
| --------- | ------------- | --------- | ---------- | ----- |
| 100 м     | 29 липня 2010 | Барселона | 11.10      | -0,6  |